# Valentín Botella
Valentín Botella Ros (Orihuela, provincia de Alicante, España, 11 de enero de 1950) es un constructor y presidente del Hércules Club de Fútbol desde 2004.

## Trayectoria
Valentín Botella es un empresario del sector de la construcción. Su principal empresa es Procumasa que la fundó él mismo en 1985. En 2003 Procumasa se convirtió en la cuarta empresa con mayor crecimiento en la provincia de Alicante, así como la novena en toda la Comunidad Valenciana.
Botella entró en el Hércules Club de Fútbol en verano de 2003 de la mano del máximo accionista Enrique Ortiz Selfa, anteriormente había sido vicepresidente del Orihuela Club de Fútbol. Botella adquirió el 25% de las acciones del Hércules por un 75% de Enrique Ortiz. Desde su llegada al Hércules fue el vicepresidente del club hasta que el 11 de noviembre de 2004 se convirtió en el presidente de la entidad alicantina.
Botella llegó a la presidencia del Hércules a mediados de la temporada 2004/05 cuando el equipo estaba inmerso en la mediocridad deportiva de la Segunda "B", donde el club alicantino sumaba su sexta temporada en la categoría de bronce de manera consecutiva. Fue entonces cuando tras el cese de José Carlos Granero el equipo comenzó a escalar posiciones con la llegada de Juan Carlos Mandiá. Finalmente el equipo ascendió a Segunda división y Valentín Botella no había cumplido el año como presidente.
En 2007 el Hércules C. F. recompró el estadio José Rico Pérez al Ayuntamiento de Alicante, hecho muy importante para el club y uno de los logros más agradecidos por la afición herculana.
Tras cinco temporadas en Segunda división, el Hércules logró el ascenso a Primera, segundo ascenso que consigue Botella ostentando la presidencia del Hércules. Botella también es vocal de la junta directiva de la Real Federación Española de Fútbol.
Debido a su condición de oriolano y defensor de la Vega Baja del Segura en los últimos años viene aglutinando muchos apoyos de esta parte de la provincia de Alicante hacia el Hércules. Se trata de una figura carismática para la afición herculana por su cercanía, con hechos como el partido de la temporada 2009/10 que vio desde uno de los fondos del estadio Cartagonova con la afición del Hércules como desplante al Cartagena FC por no respetar el convenio de igualdad de precio de las entradas para sus aficionados. También ha viajado a Camiri en Bolivia, donde el Hércules y su Fundación mantienen una escuela de fútbol en aquella localidad boliviana.
Tras el ascenso del Hércules a Primera división, Botella cumplirá la promesa que realizó previamente al ascenso de realizar el camino a pie desde Orihuela hasta el monasterio de la Santa Faz (65 kilómetros).
Botella también fue jugador de fútbol hasta edad juvenil. Comenzó a practicar en los infantiles del Orihuela, para posteriormente militar en el equipo juvenil del OJE de su ciudad natal. Con ese club disputó la Liga juvenil, que le llevó a enfrentarse al Hércules en la temporada 1968/69.